# 默兹河畔蒂耶维尔
默兹河畔蒂耶维尔（法語：Thierville-sur-Meuse，法語發音：[tjɛʁvil syʁ møz]）是法国默兹省的一个市镇，位于该省中北部，属于凡尔登区。

## 地理
默兹河畔蒂耶维尔（49°10'17"N, 5°21'11"E）面积12.09 平方千米，位于法国大東部大區默兹省，该省份为法国西北部内陆省份，北与比利时接壤，西接马恩省和阿登省，南至上马恩省和孚日省，东临默尔特-摩泽尔省。
与默兹河畔蒂耶维尔接壤的市镇（或旧市镇、城区）包括：默兹河畔沙尔尼、默兹河畔贝尔维尔、弗罗姆雷维尔-莱瓦隆、马尔、凡尔登。
默兹河畔蒂耶维尔的时区为UTC+01:00、UTC+02:00（夏令时）。

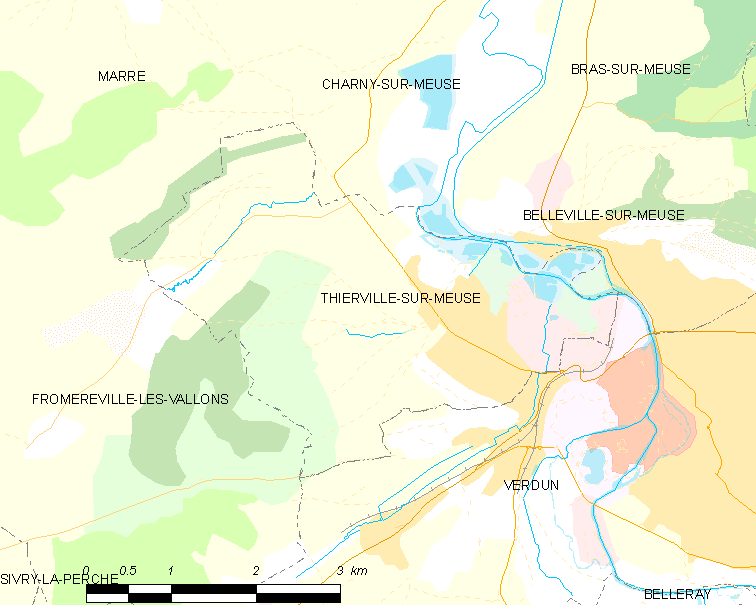
默兹河畔蒂耶维尔的OSM定位图

## 行政
默兹河畔蒂耶维尔的邮政编码为55840，INSEE市镇编码为55505。

## 政治
默兹河畔蒂耶维尔所属的省级选区为默兹河畔贝尔维尔县。

## 人口

1962-2008年间默兹河畔蒂耶维尔人口变化图示

默兹河畔蒂耶维尔于2022年1月1日时的人口数量为3168人。